# Балки (Кетовський район)
Ба́лки (рос. Балки) — селище у складі Кетовського району Курганської області, Росія. Входить до складу Лісниковської сільської ради.
Населення — 445 осіб (2010, 236 у 2002).